# شيخة
الشَّيْخَةُ أو الخِذْرَافُ أو زهرة الشيخ أو شرونة (باللاتينية: Senecio)، هي جنس نباتي يتبع الفصيلة النجمية. هو أحد أكثر الأجناس النباتية تنوعًا حيث يضم حوالي 1250 نوعًا من النباتات. تنتشر كثير من أنواع الشيخة في الوطن العربي.

## من أنواعهاالواطنةفي الوطن العربي
- الشيخة أقحوانية الأوراق (باللاتينية: Senecio leucanthemifolius) في بلاد الشام والمغرب العربي والقوقاز وأوروبا
- الشيخة البرترامية (باللاتينية: Senecio bertramii) في بلاد الشام
- الشيخة البلانشية (باللاتينية: Senecio blanchei) في بلاد الشام
- الشيخة البلبيسية (باللاتينية: Senecio belbeysius) في مصر
- شيخة دلبيس (باللاتينية: Senecio delbesianus) في بلاد الشام
- الشيخة الدورية (باللاتينية: Senecio doriiformis) في بلاد الشام وتركيا
- الشيخة الرمادية (باللاتينية: Senecio glaucus) في الوطن العربي وأوروبا وتركيا والقوقاز وإسبانيا
- الشيخة الشائعة (باللاتينية: Senecio vulgaris) في الوطن العربي وأوروبا وتركيا والقوقاز
- شيخة شالورو (باللاتينية: Senecio chalureaui)في المغرب العربي
- الشيخة قصيرة الأوراق (باللاتينية: Senecio breviflorus) في بلاد الشام وسيناء
- الشيخة المصرية (باللاتينية: Senecio aegyptius) في بلاد الشام وسيناء ومصر والمغرب العربي
- الشيخة النهرية (باللاتينية: Senecio flavus) في بلاد الشام وسيناء ومصر والمغرب العربي وإسبانيا

## أنواع أخرى
- الشيخة المضلعة (باللاتينية: Senecio angulatus) في جنوب أفريقيا

- الشيخة المعمرة (الاسم العلمي: Senecio sempervivus)